# À Deriva
Pour plus de détails, voir Fiche technique et Distribution.
À Deriva est un film brésilien réalisé par Heitor Dhalia et sorti en 2009.

## Fiche technique
- Titre : À Deriva
- Réalisation : Heitor Dhalia
- Scénario et dialogues : Heitor Dhalia
- Production : Fernando Meirelles, Andrea Barata Ribeiro et Bel Berlinck
- Musique : Antonio Pinto
- Photographie : Ricardo Della Rosa
- Décors : Guta Carvalho
- Montage : Gustavo Giani
- Pays d'origine :  Brésil
- Langue : portugais
- Tournage Extérieurs : Rio de Janeiro et région (Brésil)
- Producteurs : Fernando Meirelles, Andrea Barata Ribeiro, Bel Berlinck
- Société de production : O2 Filmes (Brésil)
- Sociétés de distribution : Universal Pictures, Focus Features International
- Budget : 6,5 millions $ (estimation)
- Format : couleur — 35 mm — 1.85:1 — son stéréophonique
- Genre : Film dramatique
- Durée : 103 minutes
- Dates de sortie : 
  - Brésil : 2009
  - France : 21 mai 2009 au Festival de Cannes (section Un certain regard), 9 septembre 2009, sortie nationale

## Distribution
- Camilla Belle : Ângela
- Vincent Cassel : Matias
- Taís Araújo
- Cauã Reymond : Barman
- Débora Bloch : Clarice
- Laura Neiva : Filipa
- Max Huzar : Antônio

## Distinctions

### Nominations et sélections
- Festival de Cannes 2009 : sélection Un certain regard
- Grande Prêmio do Cinema Brasileiro 2010 : meilleur film